# Sammy Guevara
Sammy Guevara (Houston, 28 de julho de 1993) é um lutador profissional cubano-americano  atualmente sob contrato com a All Elite Wrestling (AEW). Ele também apareceu para promoções como Major League Wrestling (MLW), Evolve Wrestling, Lucha Underground, Pro Wrestling Guerrilla (PWG), DDT Pro Wrestling e Lucha Libre AAA Worldwide (AAA).
Guevara fez sua primeira aparição em uma grande promoção de wrestling profissional em 5 de janeiro de 2013 para a National Wrestling Alliance. Ele fez sua estreia no Pro Wrestling Guerrilla (PWG) no torneio Battle of Los Angeles 2017, onde foi eliminado nas quartas de final. Em 7 de abril de 2015, Guevara lutou uma dark match se unindo a Tony Guevara em uma derrota contra Los Matadores . No evento Bask In His Glory do PWG em maio de 2018, Guevara enfrentou o Campeão Mundial do PWG WALTER no evento principal pelo título, mas foi derrotado. Guevara apareceu na quarta temporada de Lucha Underground . Ele ganhou o PWFP Ultimate Championship depois de derrotar o atual campeão Raja Naveed no evento Rumble in Pakistan em 28 de abril de 2019. No entanto, ele perdeu para o campeonato por não defendê-lo por mais de 340 dias. Em 7 de dezembro de 2017, Guevara fez sua estreia na Major League Wrestling (MLW). Ele fez várias aparições para o programa de televisão da MLW, MLW Fusion em 2018.

## Lucha Libre AAA Worldwide (2018–2019)
Guevara fez sua estreia mundial no Lucha Libre AAA no Verano de Escándalo 2018 . Ele ganhou o AAA World Cruiserweight Championship no evento anual Triplemanía XXVI em agosto antes de perdê-lo para Laredo Kid em 16 de fevereiro de 2019. Na Triplemanía XXVII, Guevara se juntou a Scarlett Bordeaux em uma partida pelo AAA World Mixed Tag Team Championship, onde não tiveram sucesso.

## All Elite Wrestling (2019 - presente)
Em 7 de fevereiro de 2019, Guevara foi anunciado por ter assinado com a recém-formada All Elite Wrestling (AEW). No evento inaugural da promoção, Double or Nothing, no dia 25 de maio, Guevara foi derrotado por Kip Sabian. No Fight for the Fallen em 13 de julho, Guevara se juntou a MJF e Shawn Spears para derrotar Darby Allin, Jimmy Havoc e Joey Janela em uma six-man tag team match.
No episódio de estreia do AEW Dynamite em 2 de outubro, Guevara se transformou em um personagem vilão ao ajudar o campeão mundial da AEW Chris Jericho, Jake Hager, Santana e Ortiz no ataque a Cody e The Young Bucks, criando um grupo que se tornaria conhecido como " The Inner Circle ". Mais tarde naquela noite, Jericho disse que Guevara parecia um “deus espanhol”. Logo, esse se tornou seu apelido. Guevara iria começar uma rivalidade com Darby Allin durando até 2020, o tempo todo ajudando Jericho em suas rivalidades e defesas do campeonato. No Revolution de 29 de fevereiro de 2020, Guevara foi derrotado por Allin. Ele foi novamente derrotado por Allin na primeira rodada do torneio inaugural do AEW TNT Championship no mês seguinte. No Double or Nothing, The Inner Circle enfrentou Matt Hardy e The Elite ( Adam Page, Kenny Omega e The Young Bucks) em uma Stadium Stampede match, mas acabou derrotado.
Em 22 de junho de 2020, Guevara foi suspenso pela AEW depois que foi revelado que ele fez um comentário inapropriado sobre querer estuprar a lutadora da WWE Sasha Banks durante um podcast em janeiro de 2016. Ele se desculpou pelo comentário. Mais tarde naquele dia, Banks anunciou que ela e Guevara estavam em contato um com o outro, que ele se desculpou com ela e que eles iniciaram uma "discussão aberta" para ajudá-lo a compreender a gravidade de seus comentários. As condições de sua suspensão são que ele seja obrigado a participar de um treinamento de sensibilidade, enquanto seu salário semanal será doado ao Centro Feminino de Jacksonville durante o curso de sua suspensão. Guevara voltou no episódio de 22 de julho do Dynamite, disfarçado de Serpentico, interferindo para ajudar Jericho e Hager a derrotar Jungle Boy e Luchasaurus em uma luta de tag team.

## Campeonatos e conquistas
- Adrenalina Pro Wrestling
  - APW Gladiator Championship (1 vez, atual) [36]
- Inspire Pro Wrestling
  - Inspire Pro Junior Crown Championship (2 vezes) [37]
  - Inspire Pro Pure Prestige Championship (1 vez) [38]
- Lucha Libre AAA Worldwide
  - AAA World Cruiserweight Championship (1 vez)
- Outros campeonatos
  - Campeonato Bull of the Woods (1 vez) [39]
- Federação de Wrestling Pro do Paquistão
  - PWFP Ultimate Championship (1 vez) [40]
- Pro Wrestling Illustrated
  - Classificada na 61ª posição entre os 500 melhores lutadores no PWI 500 em 2020[41]
- WrestleCircus
  - WC Ringmaster Championship (1 vez) [42]
  - Torneio do WC Ringmaster Championship (2019)
  - Campeonato WC Sideshow (1 vez) [43]
- Associação de Wrestling de Reynosa City
  - WAR City Heavyweight Championship (1 vez, atual) [44]
- Xtreme Wrestling Alliance
  - Campeonato de Pesos Pesados XWA (1 vez) [45]